# أير سور لا ليز
أير سور لا ليز (بالفرنسية: Aire-sur-la-Lys) هي بلدية تقع في إقليم باد كاليه من منطقة نور با دو كاليه في شمال فرنسا. تبلغ مساحة هذه المدينة 33.38 (كم²)، وترتفع عن سطح البحر 22 م، يبلغ عدد سكانها 9785 نسمة حسب إحصاء المعهد الوطني للإحصاء والدراسات الاقتصادية سنة 2009 م. وترأس Jean-Claude Dissaux البلدية خلال فترة (2001-2008).

## توأمة
لأير سور لا ليز اتفاقيات توأمة مع:
- مندن

## أعلام
- ألفرد جان بابتيست لومير
- يوهان لاكور
- ميشيل دارد